# Shichahai

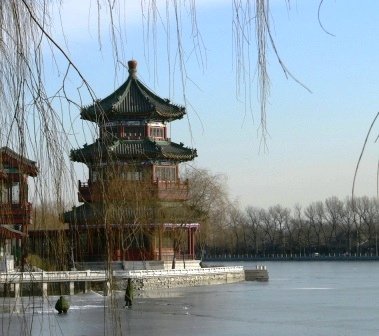
En byggnad vid Bakre sjöns strand

Shichahai (什刹海; Shíchàhǎi) är ett naturskönt område bestående av tre konstgjorda sjöar i Peking, Kinas huvudstad. Området är beläget i nordvästra centrala Peking, mellan tunnelbanestationen Jishuitan och Beihaiparken. Shichahais tre sjöar är Qianhai ("Främre sjön"), Houhai ("Bakre sjön") och Xihai ("Västra sjön"). Sjöarna är genom kanaler förbundna med varandra, liksom med sjön i parken Beihai och med sjöarna i Zhongnanhai, ett muromgärdat område bredvid den Förbjudna staden, där medlemmarna av Statsrådet, Kinas regering har sina officiella residens. Detta system av sjöar fungerade historiskt som vattenreservoar för staden Peking, liksom även som en vattenburen transportväg till det kejserliga palatset Förbjudna staden. 
Shichahai ingår i ett område mellan norra Andra ringvägen och den Förbjudna staden i söder, som utmärkts som särskilt viktigt att bevara för framtiden, på grund av dess speciella lokala historiska arkitektur. I området finns ett stort antal relativt välbevarade Hutonger och Siheyuan, en typ av arkitektur som var typisk för det historiska Peking. Flera kända personer ur Kinas historia har haft sina bostäder i området, bl.a. författaren Mao Dun. 
I dag finns ett stort antal serveringar och promenadstråk i området. Det går att hyra båtar och ro på sjöarna, lokalbefolkningen gillar att fiska och bada där (vilket dock är förbjudet). Vintertid används sjöarna för skridskoåkning. Kvällstid är området ett omtyckt nöjesområde med mängder av barer. 
Staden Peking har tidigare kritiserats hårt av FN-organet Unesco för att staden rivit för stora delar av sin historiska och traditionella bebyggelse, bland annat som en del i stadens arbete med att förbereda sig för de Olympiska spelen där 2008. Företrädare för Unesco har bland annat framhållit att rivandet av traditionell bebyggelse i närheten av Förbjudna staden gått så långt att palatskomplexet riskerar förlora sin position på Unescos världsarvslista. Ifall Förbjudna staden förlorade sin position på FN:s världsarvslista, skulle detta sannolikt ge dålig internationell publicitet och reflektera illa på Kinas arbete med att bevara sitt stora kulturarv. Arbetet med att bevara Shichahai och näraliggande områden är en del i stadens arbete för att undvika detta. 
| Pekings tunnelbana |         |                    |
|                    | Linje 2 | Jishuitan (积水潭) |
|                    | Linje 8 | Shichahai（什刹海) |